# Іщук Олександр Сергійович
Олекса́ндр Сергі́йович Іщу́к (нар. 16 жовтня 1987 — 8 серпня 2014) — старший солдат Збройних сил України, учасник російсько-української війни.

## Життєвий шлях
Народився 1987 року в смт Першотравенськ (Баранівський район, Житомирська область).
Мобілізований 19 березня 2014 року. Старший солдат, стрілець, 30-та окрема механізована бригада.
Загинув 8 серпня 2014-го під час боїв біля кордону, на дорозі поблизу села Маринівка Шахтарського району Донецької області. Пообідньої пори військова колона, вантажівка «Урал» і БРДМ, вирушили з села Степанівка до Маринівки для облаштування блокпоста, і вже під Маринівкою потрапили під обстріл російських збройних формувань. Олександр перебував у БРДМ, загинув на місці під час обстрілу. Загинув разом з Юрієм Макарчуком і Сергієм Шепетьком. Тоді ж загинули Олександр Закусило, Роман Козаренко, Олександр Коростинський.
Упізнаний за експертизою ДНК серед похованих під Дніпропетровськом, 19 березня 2015 року перепохований на кладовищі в селищі Ємільчине.
17 березня 2015 року жителі Баранівського та Полонського районів провели воїна в останню путь в с. Черніївка Полонського району Хмельницької області. Зустрічати Героя вийшло все селище зі свічками та лампадками.
Без Олександра лишилися батьки та сестра.

## Нагороди та вшанування
За особисту мужність і героїзм, виявлені у захисті державного суверенітету та територіальної цілісності України, вірність військовій присязі під час російсько-української війни, відзначений — нагороджений
- орденом «За мужність» III ступеня (15.5.2015, посмертно)
- у Першотравенську відкрито пам'ятну дошку Олександрові Іщуку
- його портрет розміщений на меморіалі «Стіна пам'яті полеглих за Україну» в Києві: секція 2, ряд 9, місце 21
- Федерація футболу Баранівського району спільно з Першотравенською загальноосвітньою школою заснували Кубок Баранівського району з футболу серед школярів пам'яті Олександра Іщука
- вшановується 8 серпня на щоденному ранковому церемоніалі вшанування захисників України, які загинули за свободу, незалежність і територіальну цілісність нашої держави[1]